# 提篮桥
提篮桥（上海话拼音：dhilejhiao，发音：[dìlᴇ̋dʑiɔ᷆]），是位于中国上海虹口区东南的一个地区。

## 历史
清朝嘉庆年间，本地居民在下海庙附近的下海浦上兴建一桥，名为提篮桥，该地因此得名。第一次鸦片战争之后，该处被划入上海美租界，由于区内有香火鼎盛的下海庙和通往浦东的轮渡，逐渐成为苏州河以北的主要集市之一。1903年，上海公共租界工部局在提篮桥地区的华德路（长阳路）、舟山路、昆明路、保定路之间的地块建造了规模宏大的工部局监狱，俗称为“提篮桥监狱”。
纳粹在德国掌权期间，大批犹太人前来上海避难，提篮桥即是主要聚居点之一。日本在占领上海期间，将提篮桥划为犹太人隔离区，使得该区域最多曾容纳3万名犹太人。目前，提篮桥区域内的长阳路62号尚有犹太教的华德路摩西会堂一座。
提篮桥原为虹口区主要商业、文化中心之一，但随着下海庙渐废，轮渡停航，逐渐衰落。目前提篮桥的范围大致在杨树浦路、惠民路、黄浦江、东大名路和霍山路之间。区内近年来新建了上海港国际客运中心，并借着北外滩概念的提出展开了大规模的房地产开发，经济情况有一定的好转。

## 轶闻
由于提篮桥境内的监狱久负盛名，因此在上海人之间的口语交流中，“提篮桥”成为了监狱的代名词，进“提篮桥”便意味着“失去自由”。而“送你到提篮桥”也成了上海人拐弯抹角的骂人话。